# Cyerce antillensis
Cyerce antillensis is een slakkensoort uit de familie van de Hermaeidae. De wetenschappelijke naam van de soort is voor het eerst geldig gepubliceerd in 1927 door Engel.